# Hans-Ulrich Twiehaus
Hans-Ulrich Twiehaus (* 14. Dezember 1898 in Königsberg; † 17. August 1986 in Hannover) war ein deutscher Steuerberater und Autor.

## Leben
Hans Twiehaus heiratete Elisabeth Margarete Minna Taube und hatte fünf Kinder mit ihr, einige von ihnen haben ebenfalls Bücher veröffentlicht.
Er ist der Großvater des Fernsehmoderators Peter Twiehaus.

## Werke
- Hans Twiehaus: Die Bewertung und Abschreibung von Gegenständen des beweglichen Anlagevermögens unter besonderer Berücksichtigung des Tief baugewerbes in betriebswirtschaftlicher und steuerlicher Hinsicht. Rechts- und staatswissenschaftliche Dissertation, Libau, Königsberg 1931.
- Hans Twiehaus: Die Umsatz- und Rentabilitätsverhältnisse der deutschen Apotheken vor dem Kriege und heute. Govi-Verlag, Frankfurt a. M. 1957.
- Hans Twiehaus: Kaufmännisches Wissen für den Apotheker. Govi-Verlag, Frankfurt a. M. 1972, ISBN 3-7741-9959-0.
- Hans Twiehaus mit Helmut Beckendorff: Der Apotheker als Unternehmer. Kaufmännisches Wissen für den Apotheker. 8. neubearb. Aufl., Govi-Verlag, Pharmazeutischer Verlag, Frankfurt/Main 1982 ISBN 3-7741-9851-9.

Weiterhin schrieben er und seine Frau auch eine Familienchronik der Familie Twiehaus und Bücher über Königsberg.
| Personendaten    | Personendaten                     |
| ---------------- | --------------------------------- |
| NAME             | Twiehaus, Hans-Ulrich             |
| KURZBESCHREIBUNG | deutscher Steuerberater und Autor |
| GEBURTSDATUM     | 14. Dezember 1898                 |
| GEBURTSORT       | Königsberg                        |
| STERBEDATUM      | 17. August 1986                   |
| STERBEORT        | Hannover                          |